# The Tortured Poets Department
A The Tortured Poets Department (rövidítve: Tortured Poets vagy TTPD) Taylor Swift amerikai énekes-dalszerző tizenegyedik stúdióalbuma, amely 2024. április 19-én jelent meg, a Republic Records kiadásában. A lemezt az énekes a 66. Grammy-gála közben jelentette be, miután 2022-es Midnights című albumáért elnyerte a Legjobb popalbum díjat. A The Tortured Poets Department dupla album, a lemez második felét két órával az első megjelenése után adták ki, The Anthology címen.
A lemez dalait Swift a Midnights befejezése után kezdte el megírni és folytatta rajta a munkát a The Eras Tour koncertturnéja közben (2023–2024). Elmondása szerint a The Tortured Poets Department egy „mentőöv” volt számára, dalszerzése az eddigi legkatartikusabb. Az albumon tizenhat dal szerepel és közreműködött rajta Post Malone és a Florence and the Machine. A hagyományos hanghordozókon megjelenő albumon – a kiadástól függően – négy különböző tizenhetedik dal is megtalálható.

## Háttér
Swift Midnights című tizedik stúdióalbumát 2022. október 21-én adta ki, ami kereskedelmi és kritikai sikert aratott. A következő évben megjelentetett két újra felvett albumot, a Speak Now (Taylor’s Version)-t és a 1989 (Taylor’s Version)-t. A Midnights hat jelölést kapott a 66. Grammy-gálán, amit 2024. február 4-én rendeztek meg.
Egy nappal a díjátadó előtt Swift utalt egy új album megjelenésére, azzal, hogy megváltoztatta profilképét összes közösségi média oldalán, eredeti képének fekete-fehér változatára. Ennek következtében rajongói azt gondolták, hogy a Reputation (Taylor’s Version) lesz a következő megjelenő lemeze, ami a 2017-es Reputation várható újrafelvétele. Ezek mellett az énekes weboldala se volt elérhető és egy nem létező, 321-es HTTP-kód és a „hneriergrd” hibakód jelent meg rajta. Az utóbbi rajongói szerint a „red herring” (vörös hering, angol jelentése szerint félrevezető kijelentés) szavaknak felelt meg.

Swift a Grammy-gálán megnyerte az Év albuma és a Legjobb popalbum díjakat, győzelmi beszédében megosztotta új albuma, a The Tortured Poets Department címét és 2024. április 19-i megjelenési dátumát. Első tokiói koncertjén a bejelentés után Swift megosztotta rajongóival, hogy az volt a terve, ha nem nyeri meg a díjakat, hogy Japánban jelenti be a lemezt. A bejelentés után közösségi média oldalain megosztotta az album borítóját, egy kézzel írt üzenettel:
„And so I enter into evidence / My tarnished coat of arms / My muses, acquired like bruises / My talismans and charms / The tick, tick, tick of love bombs / My veins of pitch black ink / All’s fair in love and poetry…

Sincerely, The Chairman of the Tortured Poets Department.”
Az album hagyományos hanghordozói, amelyeken szerepelni fog a The Manuscript dal is, a bejelentéssel egyidőben elérhetők lettek az énekes weboldalán és mindössze két órán belül az összes példány elkelt. A következő napon, február 5-én, Swift megosztotta az album számlistáját és, hogy a lemezen közre fog működni Post Malone amerikai énekes és a Florence and the Machine brit indie rock együttes, a Fortnight, illetve a Florida!!! dalokon. Florence Welch, az utóbbi együttes frontembere, Instagramjára a „Kísértett Házak Osztályvezetője” névvel osztotta meg a számlistát. Első melbourne-i koncertjén az Eras Tour turnén, Swift bejelentette a The Bolter Edition kiadást, amin tizenhetedik dalként szerepel a The Bolter dal. Sydney-ben tartott koncertjén februárban pedig bejelentett egy harmadik kiadást is, amin a The Albatross szám szerepel.

## Dalszerzés és felvételek
Swift az albumon két évvel a megjelenés előtt kezdett el dolgozni, közvetlenül az után, hogy leadta a Midnights albumot kiadójának és tovább írta a The Eras Tour turnéja közben. Az éneke szerint a lemez egy „mentőöv” volt számára, amit nagyon fontos volt, hogy megírjon. Ezek mellett azt is megosztotta, hogy az album bebizonyította neki, hogy a zeneszerzésnek milyen fontos szerepe van életében: „Soha nem volt még egy olyan album az életemben, ahol ilyen fontos lett volna a dalszerzés számomra, mint a Tortured Poets-en.”

## Cím és borító

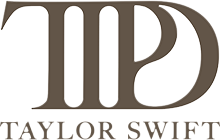
Az album hivatalos logója, a TTPD rövidítéssel

Az album címének nyelvtani helyességét többen is megkérdőjelezték, hiszen egyesek szerint hiányzott a Poets szó után egy aposztróf. Szakértők viszont az írták, hogy Swift a Tortured Poets szavakat főnévi jelzőként használta, nem birtokos esetben volt, így szükségtelen az aposztróf.
Az album borítója egy fekete-fehér kép, amin Swift látható, hátán, egy ágyon fekve, a kamera felé nézve. A fényképet Beth Garrabrant készítette. A képen fehérneműt, egy áttűnő felsőt és egy magas derekú shortot visel az énekesnő, amit a The Row (Mary-Kate és Ashley Olsen) és Yves Saint Laurent márkák készítettek.

## Számlista
Az album négy „oldalra” van felbontva, amelyek az ábécé első négy betűjével vannak jelölve.
| The Tortured Poets Department | The Tortured Poets Department                            | The Tortured Poets Department          | The Tortured Poets Department | The Tortured Poets Department | The Tortured Poets Department | The Tortured Poets Department | The Tortured Poets Department | The Tortured Poets Department | The Tortured Poets Department |
|                               | Cím                                                      | Szerző(k)                              | Producer(ek)                  | Hossz                         |                               |                               |                               |                               |                               |
| ----------------------------- | -------------------------------------------------------- | -------------------------------------- | ----------------------------- | ----------------------------- | ----------------------------- | ----------------------------- | ----------------------------- | ----------------------------- | ----------------------------- |
| 1.                            | Fortnight (Post Malone közreműködésével)                 | Taylor Swift Jack Antonoff Austin Post | Swift Antonoff Louis Bell     | 3:48                          |                               |                               |                               |                               |                               |
| 2.                            | The Tortured Poets Department                            | Swift Antonoff                         | Swift Antonoff                | 4:53                          |                               |                               |                               |                               |                               |
| 3.                            | My Boy Only Breaks His Favorite Toys                     | Swift                                  | Swift Antonoff                | 3:23                          |                               |                               |                               |                               |                               |
| 4.                            | Down Bad                                                 | Swift Antonoff                         | Swift Antonoff                | 4:21                          |                               |                               |                               |                               |                               |
| 5.                            | So Long, London                                          | Swift Aaron Dessner                    | Swift Dessner                 | 4:22                          |                               |                               |                               |                               |                               |
| 6.                            | But Daddy I Love Him                                     | Swift Dessner                          | Swift Dessner Antonoff        | 5:40                          |                               |                               |                               |                               |                               |
| 7.                            | Fresh Out the Slammer                                    | Swift Antonoff                         | Swift Antonoff                | 3:30                          |                               |                               |                               |                               |                               |
| 8.                            | Florida!!! (a Florence and the Machine közreműködésével) | Swift Florence Welch                   | Swift Antonoff                | 3:35                          |                               |                               |                               |                               |                               |
| 9.                            | Guilty As Sin?                                           | Swift Antonoff                         | Swift Antonoff                | 4:14                          |                               |                               |                               |                               |                               |
| 10.                           | Who’s Afraid of Little Old Me?                           | Swift                                  | Swift Antonoff                | 5:34                          |                               |                               |                               |                               |                               |
| 11.                           | I Can Fix Him (No Really I Can)                          | Swift Antonoff                         | Swift Antonoff                | 2:36                          |                               |                               |                               |                               |                               |
| 12.                           | loml                                                     | Swift Dessner                          | Swift Dessner                 | 4:37                          |                               |                               |                               |                               |                               |
| 13.                           | I Can Do It With a Broken Heart                          | Swift Antonoff                         | Swift Antonoff                | 3:38                          |                               |                               |                               |                               |                               |
| 14.                           | The Smallest Man Who Ever Lived                          | Swift Dessner                          | Swift Dessner                 | 4:05                          |                               |                               |                               |                               |                               |
| 15.                           | The Alchemy                                              | Swift Antonoff                         | Swift Antonoff                | 3:16                          |                               |                               |                               |                               |                               |
| 16.                           | Clara Bow                                                | Swift Dessner                          | Swift Dessner                 | 3:36                          |                               |                               |                               |                               |                               |
| 65:08                         |                                                          |                                        |                               |                               |                               |                               |                               |                               |                               |

| The Anthology | The Anthology                    | The Anthology                | The Anthology          | The Anthology | The Anthology | The Anthology | The Anthology | The Anthology | The Anthology |
|               | Cím                              | Szerző(k)                    | Producer(ek)           | Hossz         |               |               |               |               |               |
| ------------- | -------------------------------- | ---------------------------- | ---------------------- | ------------- | ------------- | ------------- | ------------- | ------------- | ------------- |
| 17.           | The Black Dog                    | Swift                        | Swift Antonoff         | 3:58          |               |               |               |               |               |
| 18.           | imgonnagetyouback                | Swift Antonoff               | Swift Antonoff         | 3:42          |               |               |               |               |               |
| 19.           | The Albatross                    | Swift Dessner                | Swift Dessner          | 3:03          |               |               |               |               |               |
| 20.           | Chloe or Sam or Sophia or Marcus | Swift Dessner                | Swift Antonoff         | 3:33          |               |               |               |               |               |
| 21.           | How Did It End?                  | Swift Dessner                | Swift Dessner          | 3:58          |               |               |               |               |               |
| 22.           | So High School                   | Swift Dessner                | Swift Dessner          | 3:48          |               |               |               |               |               |
| 23.           | I Hate It Here                   | Swift Dessner                | Swift Dessner          | 4:03          |               |               |               |               |               |
| 24.           | thanK you aIMee                  | Swift Dessner                | Swift Dessner Antonoff | 4:23          |               |               |               |               |               |
| 25.           | I Look in People’s Windows       | Swift Antonoff Patrik Berger | Swift Antonoff Berger  | 2:11          |               |               |               |               |               |
| 26.           | The Prophecy                     | Swift Dessner                | Swift Dessner          | 4:09          |               |               |               |               |               |
| 27.           | Cassandra                        | Swift Dessner                | Swift Dessner          | 4:00          |               |               |               |               |               |
| 28.           | Peter                            | Swift                        | Swift Dessner          | 4:43          |               |               |               |               |               |
| 29.           | The Bolter                       | Swift Dessner                | Swift Dessner          | 3:58          |               |               |               |               |               |
| 30.           | Robin                            | Swift Dessner                | Swift Dessner          | 4:00          |               |               |               |               |               |
| 31.           | The Manuscript                   | Swift                        | Swift Dessner          | 3:44          |               |               |               |               |               |
| 122:21        |                                  |                              |                        |               |               |               |               |               |               |

| 17. | The Manuscript (bónusz dal) |  |  |  |

| 17. | The Bolter (bónusz dal) |  |  |  |

| 17. | The Albatross (bónusz dal) |  |  |  |

| 17. | The Black Dog (bónusz dal) |  |  |  |

## Helyezések
| Lista (2024)                                                                    | Legjobb helyezés |
| ------------------------------------------------------------------------------- | ---------------- |
| Argentína (CAPIF)                                                               | 1                |
| Ausztrália (ARIA Top 50 Albums)                                                 | 1                |
| Ausztria (Ö3 Austria Top 40)                                                    | 1                |
| Belgium (Ultratop Flandria)                                                     | 1                |
| Belgium (Ultratop Vallónia)                                                     | 1                |
| Kanada (Billboard Canadian Albums Chart)                                        | 1                |
| Horvátország Nemzetközi Albumok (HDU)                                           | 1                |
| Csehország (ČNS IFPI Albums Top 100)                                            | 1                |
| Dánia (Hitlisten Album Top 40)                                                  | 1                |
| Hollandia (Dutch Charts Album Top 100)                                          | 1                |
| Finnország (Musiikkituottajat Albumit Top 50)                                   | 2                |
| Franciaország (SNEP Album Top 100)                                              | 1                |
| Németország (Offizielle Top 100)                                                | 1                |
| Görögország (IFPI)                                                              | 1                |
| Magyarország (MAHASZ Top 40 albumlista)                                         | 1                |
| Izland (Plötutíðindi)                                                           | 1                |
| Írország (IRMA)                                                                 | 1                |
| Olaszország (FIMI Album Top 20)                                                 | 1                |
| Japán (Oricon)                                                                  | 4                |
| Japán Combined Albums (Oricon)                                                  | 4                |
| Japán Hot Albums (Billboard Japan)                                              | 5                |
| Litvánia (AGATA) · The Tortured Poets Department: The Anthology                 | 3                |
| Litvánia (AGATA)                                                                | 4                |
| Új-Zéland (Recorded Music NZ Top 40 Albums)                                     | 1                |
| Norvégia (VG-lista Album Top 40) · The Tortured Poets Department: The Anthology | 1                |
| Portugália (AFP Top 30 Albums)                                                  | 1                |
| Egyesült Királyság (Scottish Albums)                                            | 1                |
| Szlovákia (ČNS IFPI)                                                            | 1                |
| Spanyolország (PROMUSICAE Top 100 Álbumes)                                      | 1                |
| Svédország (Sverigetopplistan Top 60 Albums)                                    | 1                |
| Svájc (Schweizer Hitparade Top 100 Albums)                                      | 1                |
| Egyesült Királyság (UK Albums Chart)                                            | 1                |
| USA Billboard 200                                                               | 1                |

| Lista (2024)   | Helyezés |
| -------------- | -------- |
| Japán (Oricon) | 7        |

## Kiadások
| Régió            | Dátum             | Formátum(ok)                                           | Kiadás                  | Kiadó           | For.   |
| ---------------- | ----------------- | ------------------------------------------------------ | ----------------------- | --------------- | ------ |
| Világszerte      | 2024. április 19. | magnókazetta CD digitális letöltés streaming hanglemez | eredeti                 | Republic        | [ 57 ] |
| Egyesült Államok | 2024. április 19. | hanglemez                                              | Target -exklúzív kiadás | Republic        | [ 58 ] |
| Japán            | 2024. április 20. | CD                                                     | eredeti japán deluxe    | Universal Japan | [ 59 ] |

## Minősítések és eladási adatok
| Régió                                                            | Minősítés  | Eladott példányszám |
| ---------------------------------------------------------------- | ---------- | ------------------- |
| Ausztrália (ARIA)                                                | platina    | 70 000‡             |
| Ausztria (IFPI Austria)                                          | arany      | 7 500‡              |
| Dánia (IFPI Denmark)                                             | platina    | 20 000‡             |
| Franciaország (SNEP)                                             | platina    | 100 000‡            |
| Németország (BVMI)                                               | arany      | 100 000‡            |
| Olaszország (FIMI)                                               | platina    | 50 000‡             |
| Új-Zéland (RMNZ)                                                 | 2× platina | 30 000‡             |
| Lengyelország (ZPAV)                                             | platina    | 20 000‡             |
| Portugália (AFP)                                                 | arany      | 7 500^              |
| Spanyolország (PROMUSICAE)                                       | platina    | 40 000‡             |
| Svájc(IFPI Switzerland)                                          | arany      | 10 000‡             |
| Egyesült Királyság (BPI)                                         | platina    | 300 000‡            |
| ‡ Eladási+streaming példányszámok kizárólag a minősítés alapján. |            |                     |